# تاج آقامحمدخان قاجار
تاج آقامحمدخان قاجار که در منابع قاجاری با نام‌های کلاه کیانی و تاج شاهنشاهی از آن یادشده، تاج نخستین شاه قاجار در ایران بود که در جریان تاج‌گذاری وی در نوروز سال ۱۱۷۵ خورشیدی (۱۷۹۶ م) مورد استفاده قرار گرفت. این تاج، قدیمی‌ترین تاج به‌جامانده از یک شاه ایرانی است. امروزه در کاخ موزه گلستان نگهداری می‌شود.
در نگاره‌های بازمانده از آقامحمدخان، وی با تاجی زرین و گوهرنشان ترسیم شده که احتمالاً این‌گونه نگارگری‌ها در اثر سلیقه نگارگر بوده و تاج نخستین شاه قاجار در واقعیت چنین مجلل نبوده‌است

## ویژگی‌ها
شیوه طراحی این تاج آمیخته‌ای از سنت‌های دوره صفوی و دوران پیش از اسلام است. ساختاری بیضی‌شکل دارد و جنس بدنه آن از مس است. بالای تاج حفره‌ای وجود دارد و تزئینات امروزی بدنه تاج شامل میناکاری‌هایی است که در اصفهان و مدت‌ها پس از تاج‌گذاری روی آن اعمال شده‌است. احتمال دارد که این تاج ابتدا به گوهر و مروارید مزین بوده و سپس این زینت‌ها از آن خارج شده تا دوباره (احتمالاً در تاج نامور به تاج کیانی) مورد استفاده قرار گیرند.

## نگارخانه

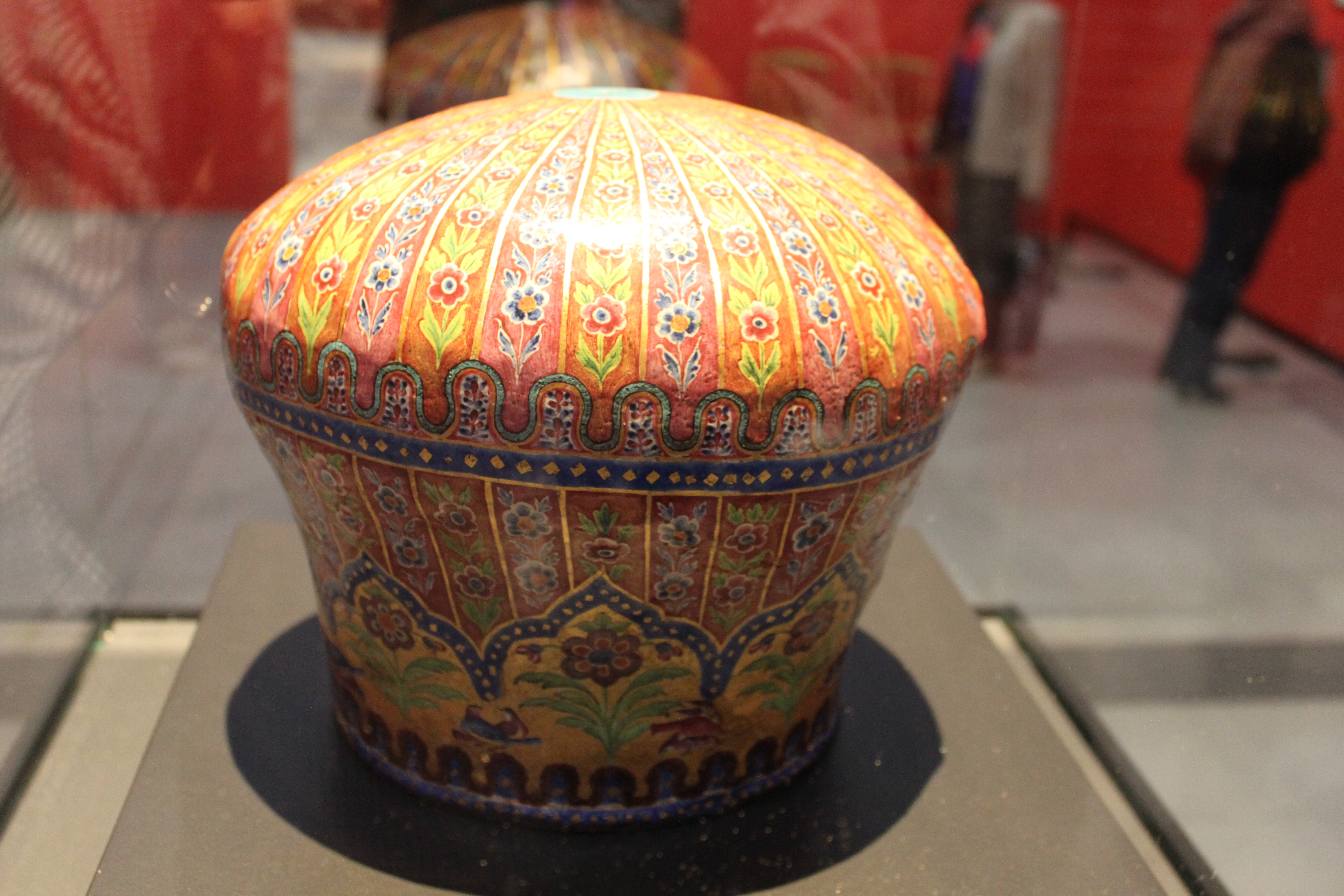
تصویر تاج از نمایی دیگر
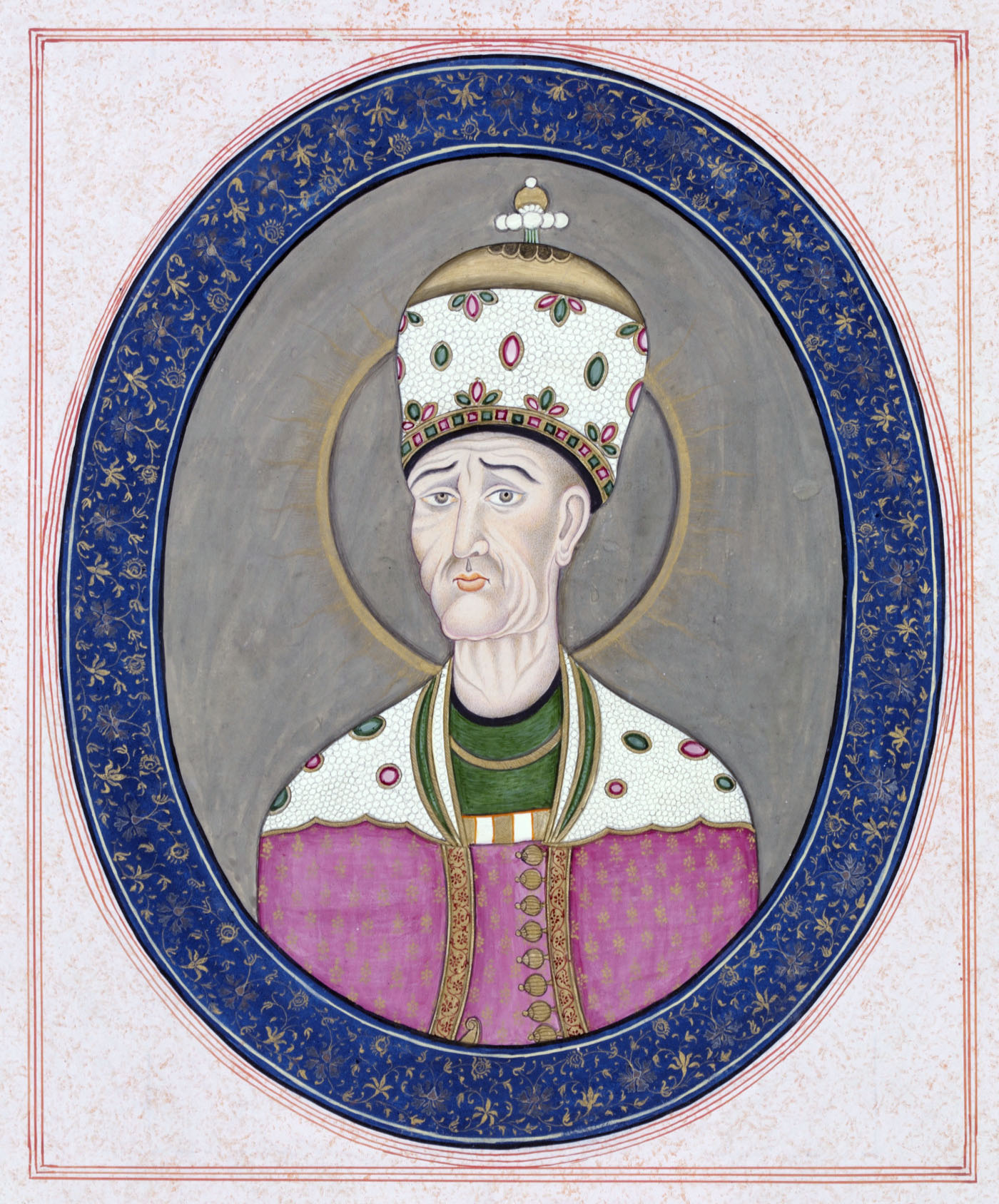
نگاره‌ای از آقامحمدخان، مربوط به حوالی ۱۸۴۰ میلادی که امروزه در موزه ویکتوریا و آلبرت نگهداری می‌شود.